# 皮埃尔·瓦尔德克-卢梭
皮埃尔·马里·勒内·埃内斯特·瓦尔德克-卢梭（法語：Pierre Marie René Ernest Waldeck-Rousseau，法語發音：[pjɛʁ maʁi ʁəne ɛʁnɛst valdɛk ʁuso]；1846年12月2日—1904年8月10日）， 法國政治家，任總理期間（1899年－1902年）處理德雷福斯事件，並促成法國工會的合法化（1884年）。

## 生平
皮埃尔·瓦尔德克-卢梭出生在卢瓦尔-大西洋省的南特，他的父亲勒内·瓦尔德克-卢梭是当地的律师和共和党领袖。1879年当选众议员时，是一个暂露头角的保守派律师，以善于雄辩于精通法律细节闻名。1881年任莱昂·甘必大内阁中内政部长，1883—1885年在茹费理内阁中仍任此职。1884年提出《瓦尔德克-卢梭法》，使工会合法化，尽管尚有一些重要限制。1885—1889年为众议员，任满后引退，操律师业，获得成功。1894年成为参议员，1899年6月，因重审德雷福斯事件问题而引起的示威和反示威有危及治安之虞，他应邀成立一个“保卫共和政府”。该政府虽然主要依靠支持德雷福斯的温和派，但也包括左右两派成员。1899年9月，军事法庭坚持德雷福斯有罪，政府说服总统给予宽大处理，以免进一步发生争执。他的政府后期所采取的最重要措施是1901年7月的《结社法》，该法律取消了为司法目的而对结社权所作的种种限制。1902年6月，他因健康欠佳而辞职。退休后曾起而反对其继任者埃米尔·孔布拒绝承认教会有权结社并关闭数千所天主教学校的行动。